# Unione Nazionale per il Progresso della Romania
L'Unione Nazionale per il Progresso della Romania, in lingua rumena Uniunea Națională pentru Progresul României (UNPR), è un partito politico rumeno di centro-sinistra, socialdemocratico e progressista, fondato nel marzo 2010 da alcuni membri del Partito Socialdemocratico e del Partito Nazionale Liberale.
Il primo congresso del partito si è tenuto nel 2010.
Mentre nel luglio 2016 fu annunciata la sua dissoluzione con la confluenza nel Partito del Movimento Popolare (PMP), parte della dirigenza contestò la decisione, organizzando una conferenza nazionale straordinaria che ebbe luogo il 1º novembre 2016 e annullò l'atto di fusione con il PMP. Malgrado un sostanziale periodo di inattività di due anni, nel luglio 2018 Gabriel Oprea dichiarò che avrebbe riorganizzato l'Unione Nazionale per il Progresso della Romania. Nel dicembre 2018 questi fu rieletto presidente del partito, annunciando l'intenzione di concorrere alle elezioni europee del 2019.
Nel marzo 2019 l'eurodeputato Claudiu Ciprian Tănăsescu si iscrisse all'UNPR.

## Struttura

### Presidenti
- Marian Sârbu (2010-2012)
- Gabriel Oprea (2012-2016)
- Valeriu Steriu (2016)
- Marian Vasiliev (2016-2017)
- Ion Raducanu (2017-2018)
- Gabriel Oprea (2018)

## Risultati elettorali
| Elezione          | Elezione     | Voti      | %     | Seggi    |
| ----------------- | ------------ | --------- | ----- | -------- |
| Parlamentari 2012 | Camera       | 4.327.475 | 58,61 | 10 / 412 |
| Parlamentari 2012 | Senato       | 4.439.884 | 60,07 | 5 / 176  |
| Europee 2014      | Europee 2014 | 2.093.237 | 37,6  | 2 / 32   |
| Europee 2019      | Europee 2019 | 54.942    | 0,61  | 0 / 32   |
| 1. 2.             |              |           |       |          |

| Elezione           | Elezione | Candidato    | Voti      | %     | Esito                |
| ------------------ | -------- | ------------ | --------- | ----- | -------------------- |
| Presidenziali 2014 | I turno  | Victor Ponta | 3.836.093 | 40,44 | ❌ Non eletta/o (2º) |
| Presidenziali 2014 | II turno | Victor Ponta | 5.211.097 | 45,49 | ❌ Non eletta/o (2º) |

## Nelle istituzioni

### Primi ministri ad interim
- Gabriel Oprea (2015)

### Collocazione parlamentare
- Maggioranza (2010-2012)

Governo Boc II, Governo Ungureanu
- Opposizione (2012)

Governo Ponta I
- Maggioranza (2012-2015)

Governo Ponta II, Governo Ponta III, Governo Ponta IV
- Sostegno parlamentare (2015-2016)

Governo Cioloș